# Trogon citreolus
El trogón citrino, surucuá citreolino o coa citrina (Trogon citreolus) es una especie de ave de la familia  Trogonidae.

## Distribución y hábitat
Es endémico de  México. Su hábitat natural son los bosques secos subtropicales o tropicales, los bosques húmedos de las tierras bajas y los antiguos bosques degradados.

## subespecies
Se distinguen las siguientes subespecies:
- Trogon citreolus citreolus Gould, 1835
- Trogon citreolus sumichrasti Brodkorb, 1942